# Espigão Alto do Iguaçu
Espigão Alto do Iguaçu ist ein brasilianisches Munizip im Süden des Bundesstaats Paraná. Es hat 4.797 Einwohner (2022), die sich Espigãoenser nennen. Seine Fläche beträgt 326 km². Es liegt 609 Meter über dem Meeresspiegel.

## Etymologie
Mit der Revolution 1893 bis 1895, die im Raum von Espigão Alto do Iguaçu von Juca Tigre (Oberst José Serafim de Castilhos) angeführt wurde, entstanden mehrere topografische Namen, die heute noch benutzt werden. Dazu gehören Rio União, wo sich die beiden Truppen zusammenschlossen, Rio Despedida, wo sie sich voneinander verabschiedeten oder Rio do Tigre, wo die Truppen aufeinander trafen und Tiger erlegten. Als sie ihren Marsch fortsetzten, kamen sie zu einem hochgelegenen Ort, den sie wegen seiner weiten Aussicht Boa Vista nannten. Dann erreichten sie einen weiteren Ort, von dem aus die Aussicht über ein großes Gebiet reichte und den sie Espigão Alto (deutsch: hoher Bergrücken) nannten. Mit der Erhebung des Orts zum Munizip erhielt der Name den Zusatz do Iguaçu.

## Geschichte

### Erhebung zum Munizip
Espigão Alto do Iguaçu wurde durch das Staatsgesetz Nr. 10737 vom 18. April 1994 aus Quedas do Iguaçu ausgegliedert und in den Rang eines Munizips erhoben. Es wurde am 1. Januar 1997 als Munizip installiert.

## Geografie

### Fläche und Lage
Espigão Alto do Iguaçu liegt auf dem Terceiro Planalto Paranaense (der Dritten oder Guarapuava-Hochebene von Paraná). Seine Fläche beträgt 326 km². Es liegt auf einer Höhe von 609 Metern.

### Vegetation
Das Biom von Espigão Alto do Iguaçu ist Mata Atlântica.

### Klima
Das Klima ist gemäßigt warm. Es werden hohe Niederschlagsmengen verzeichnet (2111 mm pro Jahr). Im Jahresdurchschnitt liegt die Temperatur bei 19,9 °C. Die Klimaklassifikation nach Köppen und Geiger lautet Cfa.

### Gewässer
Espigão Alto do Iguaçu liegt im Einzugsgebiet des Iguaçu. Dessen rechter Nebenfluss Rio das Cobras bildet zusammen mit seinem Zufluss Rio União die östliche Grenze des Munizips.

### Straßen
Espigão Alto do Iguaçu liegt an der PR-473 zwischen Quedas do Iguaçu im Westen und Nova Laranjeiras im Osten.

### Terras Indígenas
Im Gebiet des Munizips liegt der südliche Teil (knapp 40 %) der Terra Indígena Rio das Cobras. Der größere, nördliche Teil gehört zum Munizip Nova Laranjeiras. Gemäß der Datenbank der indigenen Territorien des Instituto Socioambiental leben hier 3.250 Menschen von den Völkern der Guarani (Mbya) und der Kaingang (Stand: 2014).
| Terra indígena | Völker                 | Bewohner | Fläche (km²) | Bewohner pro km² | Kategorie      |
| -------------- | ---------------------- | -------- | ------------ | ---------------- | -------------- |
| Rio das Cobras | Guarani Mbya, Kaingang | 3.250    | 190          | 17               | Terra Indígena |

### Nachbarmunizipien
|                  | Guaraniaçu                                  | Nova Laranjeiras     |
| Quedas do Iguaçu | Kompassrose, die auf Nachbargemeinden zeigt | Rio Bonito do Iguaçu |
|                  |                                             |                      |

## Stadtverwaltung
Bürgermeister: Agenor Bertoncelo, PSC (2021–2024)
Vizebürgermeister: Jose Nilson Zgoda, PSC  (2021–2024)

## Demografie

### Bevölkerungsentwicklung
| Jahr | Einwohner | Stadt | Land |
| ---- | --------- | ----- | ---- |
| 2000 | 5.388     | 29 %  | 71 % |
| 2010 | 4.677     | 35 %  | 65 % |
| 2022 | 4.797     |       |      |

Quelle: IBGE, bis 2010: Volkszählungen und Volkszählung 2022

### Ethnische Zusammensetzung
| Gruppe * | 2000    | 2010    | wer sich als …                                                                   |
| --- | ------- | ------- | -------------------------------------------------------------------------------- |
| Weiße | 63,2 %  | 62,0 %  | weiß bezeichnet                                                                  |
| Schwarze | 2,4 %   | 3,1 %   | schwarz bezeichnet                                                               |
| Gelbe | 0,0 %   | 0,5 %   | von fernöstlicher Herkunft wie japanisch, chinesisch, koreanisch etc. bezeichnet |
| Braune | 30,7 %  | 28,4 %  | braun oder als Mischung aus mehreren Gruppen bezeichnet                          |
| Indigene | 3,4 %   | 5,9 %   | Ureinwohner oder Indio bezeichnet                                                |
| ohne Angabe | 0,3 %   | 0,0 %   |                                                                                  |
| Gesamt | 100,0 % | 100,0 % |                                                                                  |
| *) Das IBGE verwendet für Volkszählungen ausschließlich diese fünf Gruppen. Es verzichtet bewusst auf Erläuterungen. Die Zugehörigkeit wird vom Einwohner selbst festgelegt. |         |         |                                                                                  |

Quelle: IBGE (Stand: 1991, 2000 und 2010)

## Wirtschaft

### Kennzahlen
Mit einem Bruttoinlandsprodukt pro Einwohner von 29.093,66 R$ bzw. rund 6.500 € lag Espigão Alto do Iguaçu 2019 auf dem 195. Platz im zweiten Viertel der 399 Munizipien Paranás.
Sein mittelhoher Index der menschlichen Entwicklung von 0,636 (2010) setzte es auf den 376. Platz im letzten Viertel der paranaischen Munizipien.